# Jacopo Foscari
Jacopo Foscari (Venezia, 1416 circa – La Canea, 12 gennaio 1457) è stato un nobiluomo italiano, figlio del doge veneziano Francesco Foscari.
Fu protagonista di una serie di clamorosi casi giudiziari che portarono il padre all'abdicazione.

## Biografia

### Gli inizi
Jacopo apparteneva ai Foscari "di San Leonardo", essendo figlio di Francesco e della sua seconda moglie Marina Nani. In quegli anni il padre stava intraprendendo una fortunata carriera politica che l'avrebbe di lì a poco condotto al vertice delle magistrature veneziane.
Ebbe un'ottima educazione letteraria, come dimostrano le opere a lui dedicate da umanisti quali Francesco Barbaro, Poggio Bracciolini, Leonardo Bruni, Guarino Veronese e Lauro Querini con i quali intrattenne rapporti epistolari. Non si interessò, invece, di politica: il suo nome compare nelle liste dei senatori degli anni 1438-44 ma è sempre accompagnato da cancellature, segno che la sua attività fu pressoché nulla.
Dopo la morte per peste del fratello Domenico, nel 1438, Jacopo rimase l'unico figlio superstite del doge il quale riversò su di lui tutto il suo affetto. Ne è testimonianza il matrimonio, contratto nel 1441 con Lucrezia Contarini, celebrato con uno sfarzo tale da trasformare una cerimonia privata in un pubblico evento.

### Le prime accuse
Il 18 febbraio 1445 il Consiglio dei dieci lo imprigionava con l'accusa di essere colluso con alcuni principi stranieri. Il Foscari, tuttavia, era riuscito a mettersi in salvo fuggendo a Trieste.
Due giorni dopo i Dieci lo bandivano in perpetuo da Venezia, condannandolo all'esilio a Nauplia. Veniva quindi inviato a Trieste il sopracomito Marco Trevisan per eseguire la sentenza e il 3 marzo alla dogaressa veniva proibito di recarsi nella città giuliana per visitare figlio.
Invero, stando ai documenti storici, pare che il Consiglio avesse agito con una certa mitezza forse a causa delle pressioni del doge e della sua famiglia. Il Trevisan partì per Trieste non prima del 25 febbraio e comunque non riuscì a catturare il Foscari visto che l'11 marzo veniva chiesto al doge di indurre il figlio a costituirsi. Nei mesi successivi i Dieci furono sostanzialmente inerti e solo il 28 novembre 1446 il confino a Nauplia venne convertito con quello a Zelarino, località veneziana vicinissima alla Laguna di cui i Foscari erano feudatari. Infine, il 13 settembre 1447, i Dieci concedevano la grazia.

### Il secondo caso e l'esilio
Ma le vicende giudiziarie del Foscari non si erano ancora concluse. Il 5 novembre 1450 era stato ucciso Ermolao Donà, fratello del procuratore Andrea che si era attirato molti odi durante il suo incarico di avogadore di Comun. Il 3 gennaio 1451 i Dieci ordinavano l'arresto del Foscari in base alla denuncia di Antonio Venier, invero personalità morale molto discutibile.
Nei tre mesi successivi i Dieci, convinti della sua colpevolezza, tentarono di far confessare l'imputato anche ricorrendo alla tortura, ma in mancanza di una prova decisiva non riuscirono ad emettere una sentenza. La notte del 29 marzo, finalmente, il Foscari fu spedito in esilio perpetuo alla Canea.
Il 7 giugno 1456 i Dieci tornarono ad occuparsi di lui: era ora accusato di intrattenere una corrispondenza con Francesco Sforza e addirittura con Maometto II. Il 12 giugno venne quindi inviato alla Canea il sopracomito Lorenzo Loredan che ricondusse il Foscari a Venezia dove, il 24 luglio, il Consiglio gli comminava la pena più lieve, ovvero la conferma dell'esilio cretese. Al doge e i familiari del giovane fu anche consentito di visitarlo in prigione.
Gravemente provato da questi eventi, Jacopo moriva qualche mese dopo, il 12 gennaio 1457.

## Giudizi successivi

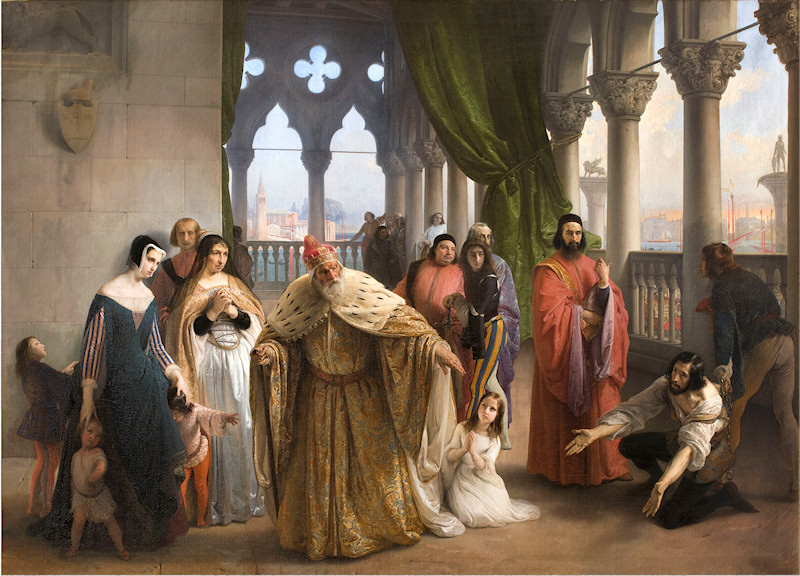
Francesco Hayez, L'ultimo abboccamento di Jacopo Foscari con suo padre.

Durante il romanticismo il Foscari venne visto come la vittima di una subdola congiura freddamente architettata dalla famiglia Loredan che serbava rancori nei confronti del doge Francesco. Durante il primo caso giudiziario a capo del Consiglio stava infatti Francesco Loredan, nipote di quel Pietro che Francesco Foscari aveva sconfitto durante l'elezione ducale e che era poi stato avvelenato; anche nel secondo sedeva tra i Dieci un Giacomo Loredan.
Padre e figlio divennero quindi protagonisti di alcune fortunate opere letterarie e musicali (I due Foscari), da George Byron a Giuseppe Verdi, nonché dipinti di artisti quali Francesco Hayez ed Eugène Delacroix.
Oggi le vicende del Foscari vengono lette con maggiore oggettività. L'ipotesi del complotto non è accettabile: i Loredan probabilmente sfruttarono le circostanze, ma di certo non le crearono. D'altro canto, lo stesso Jacopo agì sempre con scarsa prudenza, vista la sua inclinazione al lusso e agli onori e la sua mancanza di senso dello Stato; requisiti assolutamente necessari data la sua posizione sociale.